# 49 Białoruski Batalion Schutzmannschaft
49 Białoruski Batalion Schutzmannschaft (ros. 49-й Белорусский полицейский батальон) – kolaboracyjny pomocniczy oddział policyjny złożony z Białorusinów podczas II wojny światowej.

## Historia
Został sformowany latem 1942 r. w wyniku przymusowego werbunku młodych Białorusinów. Dzięki temu udało się Niemcom zebrać ok. 2 tys. osób. Otrzymali oni jedynie 50 karabinów. Wszystkie oficerskie funkcje objęli Niemcy, na czele batalionu stanął kpt. Kummer, a używanym językiem był język niemiecki. W tej sytuacji szybko spadało morale i zaczęła się szerzyć coraz większa dezercja. Ostatecznie miejsce formowania batalionu zaatakowali partyzanci, w rezultacie czego Białorusini masowo uciekli. Po pewnym czasie powróciło ok. 800 Białorusinów. Niemcy postanowili odbudować batalion, ale tym razem zapewnili 4 białoruskich oficerów spośród słuchaczy 2 oficerskiego kursu Białoruskiej Samopomocy Ludowej. Wkrótce dowództwo batalionu zmieniło jednak zdanie, odsyłając białoruskich oficerów, a biorąc w ich miejsce Estończyków znających język rosyjski. Doprowadziło to do kolejnych przypadków dezercji. Z inicjatywy Franciszka Kuszela, w porozumieniu z szefem Białoruskiej Samopomocy Ludowej Iwanem Jermaczenką, do batalionu ponownie przybyło 4 białoruskich oficerów, w tym por. Diedowicz. Zahamowało to dezercję. Wkrótce odeszli estońscy oficerowie. Liczebność batalionu wynosiła wówczas ok. 500 ludzi. Białorusini zostali skierowani do walki z partyzantami.